# Premios APRECI
Los Premios APRECI, también llamados Premios Anuales APRECI al Cine Peruano o Premios APRECI al Cine Peruano, son los galardones otorgados de forma anual por la Asociación Peruana de Prensa Cinematográfica, con la finalidad de contribuir al impulso y reconocimiento del cine peruano y latinoamericano de calidad. Los galardones son otorgados en una ceremonia pública organizada por la asociación en la sala de cine Armando Robles Godoy del Ministerio de Cultura.

## Historia
En el año 2009, la APRECI instituyó la entrega de sus premios con la misión de impulsar y destacar el cine de calidad producido en Perú y Latinoamérica. La asociación, compuesta por sus afiliados, desempeña un papel fundamental al votar cada año para seleccionar a los ganadores en diferentes categorías.

## Categorías
Desde el año 2017, la votación de los afiliados ha incluido una variedad de categorías para reconocer diversos aspectos del cine nacional. Estas categorías incluyen:
- Mejor largometraje peruano
- Mejor guion
- Mejor actriz
- Mejor actor
- Mejor actriz de reparto
- Mejor actor de reparto
- Mejor documental
- Mejor película internacional (estrenada en cartelera comercial)
- Mejor cortometraje

## Participación en festivales
La APRECI también desempeña un papel activo en festivales cinematográficos, colaborando con jurados y entregando premios en reconocimiento a la calidad cinematográfica. En el Festival de Cine de Lima, organizado por el Centro Cultural de la Pontificia Universidad Católica del Perú, la APRECI otorga el trofeo a la mejor película latinoamericana de ficción de la competencia oficial desde el año 2009.
Además, la asociación ha participado y colaborado en la premiación de otros festivales notables, como el Festival Lima Independiente, Festival Iberoamericano de Cine Digital – FIACID, Festival Al Este, Festival Insólito de Cine de Terror y Fantasía, Festival de Villa María del Triunfo y Lima Sur, y Festival de Cortos Universitarios Cortos de Vista de Chiclayo.